# Amazonas (departement), Peru

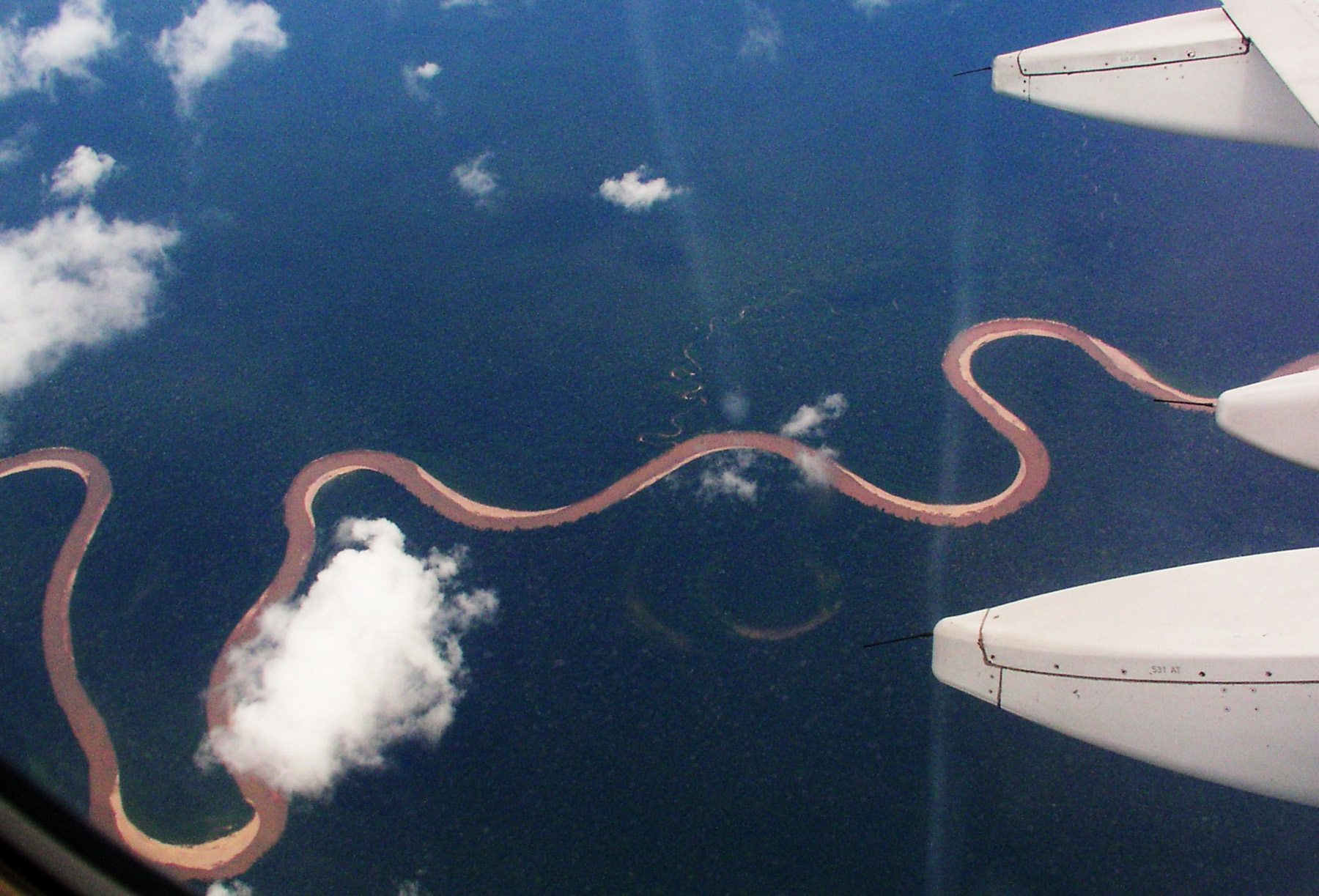
Floderna bildar meandrar på sin väg genom landskapet

Departementet Amazonas är ett av 24 departement i Peru. Departementet är mest känd för Chachapoyas, från vilken betydelsefulla arkeologiska fynd gjorts. Vid folkräkningen 2017 hade Amazonas 379 384 invånare.
Med ett landskap med branta flodraviner och berg är Amazonas platsen för Kuélap, en stenfästning som består av mer än 400 stenstrukturer. Det byggdes på ett cirka 3 000 meter högt berg, med början omkring 500 e.Kr. och var bebott till mitten av 1500-talet. Det är en av Perus stora arkeologiska platser.
I Amazonasområdet bor också indianfolket Aguarunas (med oklart ursprung, kanske invandrade från Centralamerika) och Jibaros-indianerna som var kända för att förminska huvudena på sina offer.

## Ekonomi
Jordbruksbygd, främst odling av ris, majs, potatis, yucca och banan, också inslag av kaffe och kakao. I några av floderna pågår guldvaskning. Växande turism.

## Historia
1541 sökte den spanska conquistadoren Francisco de Orellana efter El Dorado. Staden hittades inte men efter att ha åkt längs hela Amazonfloden så återvände han med en berättelse om ett tätt bebyggt Amazonas med städer och byar med ett utbrett nätverk av jordbruk. När spanjorerna återvände 80 år senare återfann de inga spår av denna civilisation och detta ledde till att forskare senare avfärdade berättelsen om jordbruk i Amazonas på grund av att jorden i Amazonas var för mager för att kunna försörja en sådan stor befolkning som Orellana påstod ha sett.
Dock har man under de senaste årtiondena ändrat uppfattning och anser nu att Orellana på det hela taget talade sanning. Man har funnit en ansenlig mängd arkeologiska fynd som tyder på att fler människor än man trott har levt i området. Det finns även fläckar med extremt bördig jord som fått namnet Terra Pretra, portugisiska för mörk jord. Fläckarna tros täcka mellan 0,1 och 10 % av Amazonas, 10 % motsvarar Frankrikes storlek. Denna jord förekommer i närheten av områden som även innehåller lämningar av bosättningar och spår av mänsklig aktivitet i form av krukskärvor och fiskben. Vad som är uppseendeväckande är att denna svarta jord har visat sig vara tillverkad av tidigare invånare i Amazonas . Detta och alla andra fynd tyder på att det fanns en stor mängd människor I Amazonas innan spanjorerna anlände och att dessa hade ett förfinat jordbruk där de kunde omvandla Amazonas magra jord till en svart, extremt bördig jord. Huvudingrediensen för att omvandla jorden var kol, tillverkat av växtrester i något som skulle kunna liknas med en kolmila. Det är också kolen som ger den svarta färgen. 
När sedan européerna anlände till Amerika så utrotades kontinentens indianer under följande århundradet på grund av bland annat smittkoppor, tyfus, pest, influensa och diverse andra sjukdomar som indianerna hade mycket dåligt immunförsvar emot. I just Amazonas fall ledde det till att dessa jordbruk övergavs och de indianer som överlevde kom att leva som jägare och samlare. Därmed så gick kunskapen om hur man förvandlade mager jord till bördig jord förlorad.

## Intressanta data
- Urbanisationsgrad: 35,5%
- Viktigaste flygplats: Aeropuerto de Chachapoyas

## Administrativ indelning
Administrativt delas regionen Amazonas upp i sju provinser:
| UBIGEO | Provins              | Area (km²) | Befolkning (2017) | Inv/km² | Centralort           | Höjd över havet m ö.h. | Distrikt |
| ------ | -------------------- | ---------- | ----------------- | ------- | -------------------- | ---------------------- | -------- |
| 0101   | Chachapoyas          | 3 312,37   | 55 506            | 15,00   | Chachapoyas          | 2.335                  | 21       |
| 0102   | Bagua                | 5 652,72   | 74 100            | 12,69   | Bagua                | 420                    | 6        |
| 0103   | Bongará              | 2 869,65   | 25 637            | 9,57    | Jumbilla             | 1.935                  | 12       |
| 0104   | Condorcanqui         | 17 975,39  | 42 470            | 2,41    | Santa María de Nieva | 230                    | 3        |
| 0105   | Luya                 | 3 236,68   | 44 436            | 14,93   | Lámud                | 1.950                  | 23       |
| 0106   | Rodríguez de Mendoza | 2 359,39   | 29 998            | 11,18   | Mendoza              | 2.000                  | 12       |
| 0107   | Utcubamba            | 3 842,93   | 107 237           | 28,37   | Bagua Grande         | 440                    | 7        |